# Признавам всичко
„Признавам всичко“ е български 3-сериен телевизионен игрален филм от 1982 година, по сценарий и режисура на Милен Гетов. Създаден е по едноименния роман на австрийския писател и драматург Йоханес Марио Зимел.
Част от снимките са правени в Австрия.

## Сюжет
Джеймс Чандлър, сценарист в Холивуд, идва със съпругата си Маргарет в Мюнхен, където ще се снима немско-американска продукция по негов сценарий. Тук те се сблъскват със социални взаимоотношения и отношение към войната, които са им чужди, като на всички, които пристигащи през океана. Хелвег, западногермански сценарист, дори ги обвинява в измама, тъй като мирът едва е настъпил, а европейците отново трябва да живеят в страх, отново започват побоища и затвори, защото съюзниците предпочитат да се побратимяват с бившите нацисти. В живота на Чандлър настъпва обрат, след като разбира, че е болен от рак и му остава да живее малко време. Този тъжен, самотен и отчаян човек, който в нищо не вярва, намира смисъл на своя живот в грижите на малкия Мартин, чийто родители е... убил вследствие деформациите, до които води болестта му. Но въпреки всичко той умира щастлив, защото ще остави и нещо добро след себе си. Посял е семена, които ще поникнат. И това е оптимистичното: умира, за да се роди друго .

## Актьорски състав
| Роля                                       | Актьор                   |
| ------------------------------------------ | ------------------------ |
| Джеймс Чандлър-Франк, холивудски сценарист | з. а. Досьо Досев        |
| д-р Фройнд                                 | Васил Димитров           |
| Мордщайн                                   | з. а. Венелин Пехливанов |
| Йоланте                                    | Петя Силянова            |
| Маргарет, съпругата на Джеймс Чандлър      | Меглена Караламбова      |
|                                            | Радко Дишлиев            |
|                                            | Тамара Карабойкова       |
|                                            | Петър Петров             |
|                                            | Хари Тороманов           |
| Джо Клейтън                                | Георги Джубрилов         |
|                                            | Пейчо Пейчев             |
|                                            | Андрей Чапразов          |
|                                            | Стойно Добрев            |